# Crkva sv. Jadre kod Splitske
Ruševine crkve sv. Jadre nalazi se kod Splitske na Braču, uz cestu prema Škripu.

## Opis
Na putu između Splitske i Škripa u blizini antičkih kamenoloma smještena je jednobrodna ruševna crkva Sv. Andrije (sv. Jadre) s upisanom apsidom i pomoćnim prostorijama. Na bočnim zidovima s prozori s gljivastim lukom. Zidana je priklesanim kamenom u obilnom mortu i s urezanim fugama. Po načinu gradnje i morfologiji otvora pripada kasnoantičkom sloju sakralne arhitkture. Datirana je u 6 ili 7. stoljeće.

## Zaštita
Pod oznakom Z-1554 zavedena je kao nepokretno kulturno dobro - pojedinačno, pravna statusa zaštićena kulturnog dobra.